# La salvezza di Aka
La salvezza di Aka (titolo originale The Telling) è un romanzo di fantascienza del 2000 di Ursula K. Le Guin. Nel 2001 ha vinto il Premio Locus come miglior romanzo di fantascienza.
È il settimo romanzo del Ciclo dell'Ecumene.

## Trama
(La salvezza di Aka)
La giovane Sutty è la rappresentante della Terra - la sola terrestre - su un lontano pianeta. Il suo compito, la sua missione, è preservare le ultime tracce dell'antica cultura di quella civiltà aliena, testimonianze ricche e stupende che però vengono distrutte sotto i suoi occhi, quotidianamente, in nome del progresso, senza che possa interferire, senza che possa farci nulla. Se non, forse, ricordare.
È questa la difficile missione di Sutty, una ragazza di origine asiatica che, per fuggire da una società dominata ormai dall'integralismo religioso e dall'intolleranza, dopo avere subìto un episodio traumatico (un terrorista aveva assassinato la donna con cui aveva una relazione lesbica), era partita dalla Terra - abbandonando la famiglia - ed aveva affrontato un secolo di viaggio in animazione sospesa, per raggiungere infine il pianeta Aka.
Aka sta entrando nell'Ecumene, l'alleanza dei popoli più evoluti della galassia originariamente fondata dagli abitanti del pianeta Hain, una specie umanoide che, in tempi remotissimi, decise di popolare l'universo facendo nascere la vita sulla Terra. Ora gli Hainiani - e i loro agenti come Sutty - visitano le culture derivate dal grande esperimento per riportarle in seno all'Ekumene.
La società di Aka sta pagando adesso un prezzo pesantissimo per la propria rapidissima modernizzazione: lo Stato-azienda al potere sta metodicamente eliminando ogni forma di tradizione preesistente, cancellando senza alcuna pietà la millenaria cultura del pianeta, colpevole di rallentare la diffusione del consumismo statalizzato imposto dal governo.
Sutty, specializzata in storia e linguistica, viene inviata come semplice osservatrice in una remota provincia di Aka, dove l'antico folclore e la tradizione originaria non sono ancora completamente scomparsi, malgrado gli sforzi del governo centrale e dei suoi zelanti emissari. La ragazza a poco a poco si immerge tra la gente comune e scopre con stupore che, sotto le quotidiane apparenze, l'umile popolo di Aka si adopera ancora con commovente perseveranza a preservare le proprie tradizioni così illegali, gli ultimi preziosi libri e le affascinanti narrazioni dei Maz, sorta di monaci cantastorie, ultimi depositari di saggezza, discipline e miti altrimenti perduti.
La terrestre Sutty - alle prese con i propri conflitti irrisolti - non riesce bene a comprendere le basi della millenaria tradizione akana, la Narrazione, basata su una simbologia intricata ed elusiva. Non riesce nemmeno a stabilire se si tratti di una religione, una filosofia o una mitologia, ma ne rimane profondamente colpita, tanto che decide d'intraprendere un difficile viaggio, un lungo e pericoloso viaggio alle radici della grande montagna, dove sorge l'ultima delle biblioteche nascoste.

## Edizioni
- Ursula K. Le Guin, The Telling, Harcourt, 2000, ISBN 0-15-100567-2.
- Ursula K. Le Guin, La salvezza di Aka, traduzione di Piero Anselmi, collana Strade Blu, Arnoldo Mondadori Editore, 2002,  p. 225, ISBN 88-04-51134-6.
- Ursula K. Le Guin, La salvezza di Aka, traduzione di Piero Anselmi, collana Urania n° 1471, Arnoldo Mondadori Editore, 2003,  p. 250.